# فلافيو دينو
فلافيو دينو دي كاسترو إي كوستا (بالبرتغالية: Flávio Dino de Castro e Costa‏) (من مواليد 30 أبريل 1968) هو محامٍ وسياسي ومدرس برازيلي. تم انتخاب دينو، وهو قاضٍ فيدرالي سابق، لعضوية مجلس النواب في عام 2006 تحت راية الحزب الشيوعي، وخدم لمدة أربع سنوات حتى عام 2011، ممثلاً لولاية مارانهاو. تم انتخابه حاكمًا لمارانهاو بعد خوض انتخابات عام 2014. أصبح حاكم مارانهاو في 1 يناير 2015. أعيد انتخابه عام 2018. في عام 2021، ترك دينو الحزب الشيوعي لينضم إلى الحزب الاشتراكي، وعينه الرئيس لولا وزيراً للعدل.

## وصلات خارجية
- الموقع الرسمي